# Combocerus glaber
Combocerus glaber är en skalbaggsart som först beskrevs av Johann Gottlieb Schaller 1783.  Combocerus glaber ingår i släktet Combocerus, och familjen trädsvampbaggar. Enligt den finländska rödlistan är arten starkt hotad i Finland. Enligt den svenska rödlistan är arten nära hotad i Sverige. Arten förekommer i Götaland och Svealand. Artens livsmiljö är torra gräsmarker.